# Кошути
Кошути (слч. Košúty, мађ. Nemeskosút) насељено је мјесто са административним статусом сеоске општине (слч. obec) у округу Галанта, у Трнавском крају, Словачка Република.

## Становништво
| Година:    | 1994. | 2004.   | 2014.    | 2024.    |
| ---------- | ----- | ------- | -------- | -------- |
| Број људи: | 1397  | 1476    | 1626     | 1940     |
| Разлика:   |       | +5,65 % | +10,16 % | +19,31 % |

| Година:    | 2023. | 2024.   |
| ---------- | ----- | ------- |
| Број људи: | 1917  | 1940    |
| Разлика:   |       | +1,19 % |

Према подацима о броју становника из 2024. године насеље је имало 1940 становника.